# Joan MacDonald
Elizabeth Joan MacDonald Maier, més coneguda com a Joan MacDonald (Xile, 1941) és una arquitecta xilena especialista en polítiques habitacionals i urbanes, amb una àmplia trajectòria en docència i recerca universitàries.

## Trajectòria
Joan MacDonald es va graduar en 1969 a la Pontifícia Universitat Catòlica de Xile. Posseeix una llarga trajectòria acadèmica sent, entre 1986 i 1996, professora titular en la Facultat d'Arquitectura i Urbanisme de la Universitat de Xile i entre 1996 i 1999 a la Pontifícia Universitat Catòlica de Xile, la qual cosa a més, la porta dictar conferències en universitats llatinoamericanes i europees.
Entre 1996 i 2006, va ser docent del Programa de Capacitació Municipal en matèries de gestió urbana i habitacional, promogut per la Corporació de Promoció Universitària CPU, corporació per la qual entre 1994 i 2011 va ser coordinadora d'àrea d'Assentaments Humans. Va ser el professor Fernando Castillo Velasco qui li va animar a emprendre aquest camí que combina la teoria i l'acció. Entre 1990 i 1994, va ser Sotssecretària d'Habitatge i Urbanisme, va ocupar aquest càrrec durant el primer govern democràtic després de la dictadura de Pinochet. El president Patricio Aylwin Azócar i el seu ministre de l'Habitatge i Urbanisme, Alberto Etchegaray Aubry, li van donar el nomenament a Joan convertint-la en la primera dona a ocupar aquest càrrec. Durant aquest període la seva preocupació va estar orientada a millorar l'accés a l'habitatge, mitjançant decrets va intentar generar l'accés a l'habitatge de la majoria de la població. En 1997, va ser directora del Servei Metropolità d'Habitatge i Urbanització, dependent del mateix Ministeri.
Entre 1995 i 2010, va ser nomenada consultora de la Divisió de Desenvolupament Sostenible i Assentaments Humans de CEPAL, institució que al costat de la Facultat d'Arquitectura i Urbanisme de la Universitat de Xile i el Ministeri d'Habitatge i Urbanisme, va promoure el curs d'especialització post títol en Assentaments Humans del que ella va ser la directora executiva.
Joan MacDonald ha realitzat recerques, assessories i consultories per a diverses institucions entre les quals es destaquen l'estudi Anàlisi de l'Habitatge Mínim Popular a Xile per a la UNESCO (1980) o el seu treball com a investigadora responsable de projectes aprovats en FONDECYT (Fons Nacional de Desenvolupament Científic i Tecnològic) com Dotación Inicial Óptima de Bienes y Servicios Habitacionales, Área Urbana de Santiago (1984); Deficiencias Habitacionales en Santiago Urbano: Un Nuevo Enfoque de su Apreciación (1986); Vivienda (1988) o diversos treballs per la CEPAL, entre els quals cal destacar Evaluación d'Experiencias y Programas Desarrollados en América Latina y El Caribe para aliviar la pobreza urbana i la precariedad habitacional (2005).
Ha estat presidenta del Servei Llatinoamericà, Africà i Asiàtic d'Habitatge Popular SELAVIP, entitat a la qual ha estat vinculada des de 1998 i que recolza cada any més de 60 projectes d'habitatge i desenvolupament urbà a les ciutats del món en desenvolupament. En SELAVIP proposa al Directori estratègies generals a seguir en la selecció de projectes, engega procediments operatius i representa a SELAVIP en el nivell mundial i regional. Treballa en estreta col·laboració amb el fundador de l'entitat, el Pare jesuïta, Josse van der Rest. Amb la finalitat de donar seguiment directe als projectes en totes les regions, ella visita de manera permanent als països del món en desenvolupament. En aquestes ocasions comparteix experiències amb els col·laboradors locals per enfrontar nous desafiaments i millorar el treball de SELAVIP. Joan MacDonald proposa una redefinició de la professió de l'arquitecte, els clients del qual haurien de ser els 1000 milions de persones de pobres que requereixen solucions per habitar.

## Obres
Ha publicat més de trenta de documents i llibres, entre els quals es destaquen:
- El Mejoramiento de Barrios en el Marco de la Gestión Urbana, Serie Cuaderno d'Análisis de PROMESHA- Programa de Cooperación Sueca en Guatemala, 2009.
- Desarrollo Sostenible de los Asentamientos Humanos: Logros y Desafíos de las Políticas de Vivienda y Desarrollo Urbano en América Latina y El Caribe con Daniela Simioni y otros, Naciones Unidas, CEPAL, Serie Medio Ambiente y Desarrollo, núm. 7, 1998
- Incorporación de Indicadores de Género en los Programas Habitacionales del MINVU, amb uns altres, en Butlletí Nº 34 d'Institut de l'Habitatge de la Facultat d'Arquitectura i Urbanisme de la Universitat de Xile, 1998
- ¿Cuántas Casas Faltan? El Déficit a Nivel Nacional y Regional, Corporación de Promoción Universitaria, Santiago, 1994
- Ciudad y Vivienda en el Censo de 1992 – Análisis de las Comunas del Gran Santiago con Verónica Botteselle y Camilo Arriagada, Ministerio de Vivienda y Urbanismo, Santiago, 1993
- Gestión del Desarrollo Social Chileno – el primer año del Gobierno Democrático 1990-1991, amb uns altres, Corporación de Promoción Universitaria, 1992
- Vivienda Progresiva, Corporación de Promoción Universitaria, Santiago, 1987

## Reconeixements
En 2001 va rebre el Premi Nacional a la Trajectòria Acadèmica, atorgat pel Col·legi d'Arquitectes de Xile i en 2003 el Premi Nacional a l'Arquitecte de destacada trajectòria humanista, Universitat de la República, Xile.
En 2011, va ser nomenada Doctora Honoris causa per la Universitat Catòlica de Còrdova (Argentina).